# Trans
Trans (iz lat. transire prelaziti) ili zanos je stanje promijenjene svijesti u kojem je osoba u velikoj mjeri ili čak potpuno odvojen od vlastite svijesti, gubi svijest o vremenu i prostoru. Može biti primjerice posljedica hipnotiziranja ili uporabe raznih droga.
Osoba može izgubiti čak i vlastiti identitet, promjene ritma disanja, krvnog tlaka, osetljivosti na bol itd. U stanju transa može postati vrlo sugestibilan ili biti sklon specifičnim ponašanju.
U spiritizmu, medijski trans je stanje nalik snu koje omogućava duhu da opsjedne tijelo medija. Tek u tom stanju medij može surađivati s duhom. Dubina transa i brzina ulaska u njega ovise o iskustvu medija te varira od osobe do osobe.
Trans može izazvati stanje ekstaze i mistična iskustva kao primjerice kod šamana.

## Induciranje u stanje transa
Postoji više metoda za dostizanje stanja transa i one se primjenjuju na odgovarajućim seansama. Stanje transa moguće je izazvati meditacijom, ali i jednoličnim ritmom pri čemu se umiruje duh i tijelo te stvara jednoličan ritam s kojim se počinje usklađivati um i disanje. Sklad ritmova može se osigurati bubnjanjem ili pojanjem, neprekidnim ritmičkim izgovaranjem određenih riječi, izraza ili formulacija. Utonuće u stanje transa mogu izatvati i psihoaktivne tvari koje mijenjaju stanje svijesti. Među takve psihotrope ubrajamo tvari poput tetrahidrokanabinola (THC), psilocibina, ibogaina, dimetiltriptamina (DMT), meskalina, LSD-a, atropina, salvinorina itd. Međutim, unošenje takvih supstanci nije nužno kako bi se postiglo stanje transa.